# Segunda División de España 1956-57
La temporada 1956–57 de la Segunda División de España de fútbol corresponde a la 26ª edición del campeonato y se disputó entre el 9 de septiembre de 1956 y el 16 de junio de 1957 en su fase regular. Posteriormente se disputó la promoción de permanencia entre el 23 de junio y el 30 de junio.
Los campeones de Segunda División fueron el Real Gijón y el Granada CF.
La presente temporada coincidió con la finalización del Protectorado español sobre Marruecos, por lo que los equipos de la liga española pertenecientes a la anterior área geográfica marroquí comprendida en el Protectorado, o bien se fusionaron con equipos lindantes españoles, o bien pasaron a disputar sus encuentros en la liga de fútbol de Marruecos.

## Sistema de competición
La Segunda División de España 1956/57 fue organizada por la Federación Española de Fútbol (RFEF).
El campeonato contó con la participación de 40 clubes divididos en dos grupos de 20 equipos cada uno, agrupándose por criterios de proximidad geográfica, y se disputó siguiendo un sistema de liga, de modo que los 20 equipos de cada grupo se enfrentaron entre sí, todos contra todos en dos ocasiones -una en campo propio y otra en campo contrario- sumando un total de 38 jornadas. El orden de los encuentros se decidió por sorteo antes de empezar la competición.
Se estableció una clasificación con arreglo a los puntos obtenidos en cada enfrentamiento, a razón de dos por partido ganado, uno por empatado y ninguno en caso de derrota. En caso de empate a puntos entre dos o más clubes en la clasificación, se tuvo en cuenta el mayor cociente de goles. 
Los primeros clasificados de cada grupo ascendieron directamente a Primera División.
La Federación Española de Fútbol decidió reducir la categoría a 36 clubes para la temporada siguiente. Los cuatro últimos clasificados de cada grupo descendieron directamente a Tercera División, mientras que los decimoquintos y decimosextos clasificados jugaron la promoción de permanencia ante los cuatro mejores subcampeones de ascenso de Tercera División en eliminatorias directas a doble partido.

## Clubes participantes
| Datos de ascensos y descensos con respecto a la temporada anterior |
| --- |
| Real Murcia, Deportivo Alavés, Cultural Leonesa y Hércules CF descienden de Primera División. Atlético Osasuna, Real Jaén CF, SD España Industrial y Real Zaragoza CD ascienden a Primera División. AD Plus Ultra desciende a Tercera División. Alicante CF, Real Avilés CF, Burgos CF, Córdoba CF, CD Eldense, Gerona CF, Levante UD, Puente Genil CF y AD Rayo Vallecano ascienden a Segunda División. |

### Grupo I
| Equipo                                     | Ciudad      | Estadio           |
| ------------------------------------------ | ----------- | ----------------- |
| Real Avilés Club de Fútbol                 | Avilés      | La Exposición     |
| Club Deportivo Baracaldo Altos Hornos      | Baracaldo   | Lasesarre         |
| Burgos Club de Fútbol                      | Burgos      | Zatorre           |
| Caudal Deportivo                           | Mieres      | El Batán          |
| Cultural y Deportiva Leonesa               | León        | La Puentecilla    |
| Deportivo Alavés                           | Vitoria     | Mendizorroza      |
| Sociedad Deportiva Eibar                   | Éibar       | Ipurúa            |
| Club Ferrol                                | Ferrol      | Manuel Rivera     |
| Gerona Club de Fútbol                      | Gerona      | Vista Alegre      |
| Real Gijón                                 | Gijón       | El Molinón        |
| Sociedad Deportiva Indauchu                | Bilbao      | Garellano         |
| Círculo Popular de La Felguera             | La Felguera | La Barraca        |
| Unión Deportiva Lérida                     | Lérida      | Campo de Deportes |
| Club Deportivo Logroñés                    | Logroño     | Las Gaunas        |
| Real Oviedo Club de Fútbol                 | Oviedo      | Buenavista        |
| Agrupación Deportiva Rayo Vallecano        | Madrid      | Vallecas          |
| Centro de Deportes Sabadell Club de Fútbol | Sabadell    | Cruz Alta         |
| Real Santander Sociedad Deportiva          | Santander   | El Sardinero      |
| Club Sestao                                | Sestao      | Las Llanas        |
| Club Deportivo Tarrasa                     | Tarrasa     | Obispo Irurita    |

### Grupo II
| Equipo                             | Ciudad                 | Estadio                   |
| ---------------------------------- | ---------------------- | ------------------------- |
| Alicante Club de Fútbol            | Alicante               | Bardín                    |
| Club Atlético de Ceuta             | Ceuta                  | Alfonso Murube            |
| Club Deportivo Badajoz             | Badajoz                | El Vivero                 |
| Real Betis Balompié                | Sevilla                | Heliópolis                |
| Cádiz Club de Fútbol               | Cádiz                  | Ramón de Carranza         |
| Club Deportivo Castellón           | Castellón de la Plana  | Castalia                  |
| Córdoba Club de Fútbol             | Córdoba                | El Arcángel               |
| Club Deportivo Eldense             | Elda                   | El Parque                 |
| España de Algeciras Club de Fútbol | Algeciras              | El Mirador                |
| Club de Fútbol Extremadura         | Almendralejo           | Francisco de la Hera      |
| Granada Club de Fútbol             | Granada                | Los Cármenes              |
| Hércules Club de Fútbol            | Alicante               | La Viña                   |
| Jerez Club Deportivo               | Jerez de la Frontera   | Domecq                    |
| Levante Unión Deportiva            | Valencia               | Vallejo                   |
| Club Deportivo Málaga              | Málaga                 | La Rosaleda               |
| Club Deportivo Mestalla            | Valencia               | Mestalla                  |
| Club Real Murcia                   | Murcia                 | La Condomina              |
| Puente Genil Club de Fútbol        | Puente Genil           | Jesús Nazareno            |
| Club Deportivo San Fernando        | San Fernando           | Marqués de Varela         |
| Club Deportivo Tenerife            | Santa Cruz de Tenerife | Heliodoro Rodríguez López |

## Resultados y clasificaciones

### Grupo I

#### Clasificación
| Pos. | Equipo                           | Pts. | PJ | G  | E | P  | GF  | GC | Dif. | Clasificación                     |
| ---- | -------------------------------- | ---- | -- | -- | - | -- | --- | -- | ---- | --------------------------------- |
| 1    | Real Gijón (C, A)                | 62   | 38 | 28 | 6 | 4  | 107 | 26 | +81  | Ascenso a Primera División        |
| 2    | C. D. Sabadell C. F.             | 54   | 38 | 24 | 6 | 8  | 92  | 39 | +53  |                                   |
| 3    | S. D. Indauchu                   | 48   | 38 | 21 | 6 | 11 | 72  | 45 | +27  |                                   |
| 4    | Real Oviedo C. F.                | 46   | 38 | 20 | 6 | 12 | 77  | 60 | +17  |                                   |
| 5    | Deportivo Alavés                 | 43   | 38 | 17 | 9 | 12 | 61  | 52 | +9   |                                   |
| 6    | Cultural Leonesa                 | 41   | 38 | 18 | 5 | 15 | 63  | 61 | +2   |                                   |
| 7    | Real Avilés C. F.                | 39   | 38 | 17 | 5 | 16 | 75  | 60 | +15  |                                   |
| 8    | Real Santander S. D.             | 37   | 38 | 15 | 7 | 16 | 60  | 62 | −2   |                                   |
| 9    | Gerona C. F.                     | 37   | 38 | 15 | 7 | 16 | 54  | 53 | +1   |                                   |
| 10   | S. D. Eibar                      | 36   | 38 | 14 | 8 | 16 | 63  | 79 | −16  |                                   |
| 11   | Caudal Deportivo                 | 35   | 38 | 16 | 3 | 19 | 66  | 72 | −6   |                                   |
| 12   | A. D. Rayo Vallecano             | 35   | 38 | 15 | 5 | 18 | 45  | 45 | 0    |                                   |
| 13   | C. D. Tarrasa                    | 34   | 38 | 13 | 8 | 17 | 57  | 60 | −3   |                                   |
| 14   | Club Sestao                      | 34   | 38 | 13 | 8 | 17 | 60  | 67 | −7   |                                   |
| 15   | C. P. La Felguera                | 34   | 38 | 15 | 4 | 19 | 46  | 62 | −16  | Acceso a Promoción de permanencia |
| 16   | Club Ferrol                      | 33   | 38 | 14 | 5 | 19 | 51  | 72 | −21  | Acceso a Promoción de permanencia |
| 17   | C. D. Logroñés (D)               | 32   | 38 | 12 | 8 | 18 | 44  | 70 | −26  | Descenso a Tercera División       |
| 18   | C. D. Baracaldo Altos Hornos (D) | 31   | 38 | 12 | 7 | 19 | 50  | 83 | −33  | Descenso a Tercera División       |
| 19   | Burgos C. F. (D)                 | 30   | 38 | 11 | 8 | 19 | 46  | 65 | −19  | Descenso a Tercera División       |
| 20   | U. D. Lérida (D)                 | 19   | 38 | 8  | 3 | 27 | 37  | 93 | −56  | Descenso a Tercera División       |

 Fuente: BDFutbol
Criterios de clasificación: Puntos · Diferencia de goles · Goles a favor · Play-off

#### Resultados
| Local \ Visitante            | ALV | AVI | BAR | BUR | CAU | CUL | EIB | FER | GER | GIJ | IND | FEL | LER  | LOG  | OVI | RAY | RSA | SAB | SES | TAR |
| ---------------------------- | --- | --- | --- | --- | --- | --- | --- | --- | --- | --- | --- | --- | ---- | ---- | --- | --- | --- | --- | --- | --- |
| Deportivo Alavés             | —   | 2–0 | 1–0 | 1–0 | 3–1 | 0–0 | 1–1 | 2–1 | 2–1 | 3–3 | 3–0 | 3–2 | 3–1  | 10–1 | 1–2 | 1–0 | 2–1 | 1–1 | 1–0 | 3–2 |
| Real Avilés C. F.            | 3–0 | —   | 6–1 | 1–1 | 4–0 | 3–0 | 4–1 | 3–1 | 1–0 | 2–2 | 0–1 | 8–1 | 3–0  | 3–1  | 2–3 | 1–0 | 7–1 | 0–0 | 3–1 | 3–2 |
| C. D. Baracaldo Altos Hornos | 2–2 | 1–1 | —   | 1–2 | 5–1 | 3–0 | 2–2 | 1–0 | 1–1 | 0–1 | 2–1 | 0–2 | 4–1  | 2–0  | 2–0 | 2–0 | 1–3 | 2–1 | 2–3 | 2–1 |
| Burgos C. F.                 | 1–1 | 2–0 | 3–2 | —   | 1–5 | 4–0 | 3–0 | 3–0 | 3–1 | 0–0 | 0–0 | 2–3 | 6–0  | 3–1  | 0–0 | 1–2 | 0–1 | 3–1 | 1–3 | 0–1 |
| Caudal Deportivo             | 3–0 | 7–1 | 0–1 | 4–1 | —   | 2–1 | 4–1 | 2–1 | 2–0 | 0–1 | 2–4 | 0–3 | 4–0  | 1–2  | 0–2 | 3–0 | 4–3 | 1–0 | 1–1 | 2–1 |
| Cultural Leonesa             | 2–2 | 1–0 | 6–1 | 1–0 | 4–3 | —   | 2–0 | 6–2 | 6–0 | 1–3 | 2–0 | 1–0 | 2–0  | 3–0  | 1–0 | 2–3 | 1–0 | 1–3 | 2–1 | 2–0 |
| S. D. Eibar                  | 0–2 | 1–1 | 3–1 | 4–0 | 3–2 | 1–1 | —   | 5–1 | 2–4 | 2–1 | 3–2 | 3–1 | 3–1  | 3–0  | 2–3 | 1–0 | 4–3 | 2–2 | 3–2 | 2–0 |
| Club Ferrol                  | 1–0 | 2–1 | 4–0 | 2–0 | 0–0 | 2–1 | 1–0 | —   | 2–2 | 1–3 | 2–3 | 3–0 | 2–0  | 2–1  | 3–2 | 3–1 | 2–2 | 1–0 | 2–1 | 3–0 |
| Gerona C. F.                 | 3–0 | 2–0 | 4–0 | 2–1 | 2–1 | 3–1 | 3–1 | 1–1 | —   | 0–1 | 0–1 | 4–0 | 5–1  | 0–0  | 0–0 | 1–0 | 0–2 | 0–1 | 2–0 | 1–0 |
| Real Gijón                   | 4–0 | 5–1 | 4–0 | 4–0 | 6–1 | 4–2 | 7–1 | 4–0 | 3–0 | —   | 0–1 | 1–0 | 11–0 | 4–0  | 5–1 | 2–0 | 4–0 | 5–0 | 1–1 | 2–1 |
| S. D. Indauchu               | 1–0 | 2–0 | 2–2 | 2–0 | 6–0 | 1–1 | 4–0 | 1–0 | 2–2 | 0–1 | —   | 3–2 | 1–0  | 6–1  | 4–2 | 0–1 | 3–1 | 4–1 | 0–1 | 5–1 |
| C. P. La Felguera            | 1–3 | 1–0 | 2–0 | 2–0 | 1–0 | 2–0 | 1–1 | 5–1 | 0–2 | 0–0 | 1–0 | —   | 4–1  | 0–0  | 1–3 | 2–0 | 1–3 | 1–0 | 1–0 | 3–0 |
| U. D. Lérida                 | 1–3 | 3–1 | 5–1 | 4–2 | 1–1 | 0–1 | 0–1 | 3–2 | 2–0 | 1–4 | 0–1 | 1–0 | —    | 5–0  | 0–2 | 1–1 | 0–0 | 0–5 | 1–2 | 0–1 |
| C. D. Logroñés               | 1–0 | 2–1 | 1–1 | 0–0 | 1–2 | 2–1 | 4–0 | 1–0 | 1–0 | 0–0 | 2–3 | 0–0 | 3–0  | —    | 2–1 | 1–2 | 1–2 | 0–0 | 2–2 | 4–1 |
| Real Oviedo C. F.            | 1–0 | 3–4 | 5–1 | 5–0 | 3–1 | 1–0 | 4–2 | 5–1 | 4–2 | 1–2 | 2–3 | 4–1 | 2–1  | 3–1  | —   | 2–1 | 3–0 | 1–1 | 4–2 | 1–1 |
| A. D. Rayo Vallecano         | 3–1 | 3–1 | 3–1 | 0–1 | 1–2 | 5–0 | 1–0 | 4–0 | 1–2 | 1–0 | 0–0 | 3–0 | 1–2  | 0–1  | 1–0 | —   | 0–1 | 2–0 | 0–0 | 2–2 |
| Real Santander S. D.         | 4–1 | 5–3 | 1–2 | 2–0 | 2–1 | 1–2 | 2–2 | 1–1 | 1–1 | 0–2 | 3–2 | 2–0 | 3–0  | 0–2  | 1–1 | 4–0 | —   | 1–2 | 1–0 | 0–0 |
| C. D. Sabadell C. F.         | 1–0 | 2–1 | 6–0 | 7–0 | 3–0 | 6–1 | 5–1 | 1–0 | 3–1 | 3–0 | 3–0 | 4–1 | 2–0  | 3–2  | 6–0 | 1–1 | 3–2 | —   | 7–1 | 3–0 |
| Club Sestao                  | 2–2 | 0–1 | 1–1 | 1–1 | 2–3 | 1–3 | 3–1 | 3–0 | 3–1 | 1–4 | 2–1 | 2–0 | 4–1  | 4–2  | 1–1 | 0–1 | 3–1 | 2–3 | —   | 3–2 |
| C. D. Tarrasa                | 1–1 | 0–1 | 4–0 | 1–1 | 1–0 | 2–2 | 1–1 | 4–1 | 3–1 | 1–3 | 2–2 | 4–1 | 2–0  | 2–1  | 4–0 | 3–1 | 1–0 | 1–2 | 4–1 | —   |

### Grupo II

#### Clasificación
| Pos. | Equipo                        | Pts. | PJ | G  | E  | P  | GF | GC | Dif. | Clasificación                     |
| ---- | ----------------------------- | ---- | -- | -- | -- | -- | -- | -- | ---- | --------------------------------- |
| 1    | Granada C. F. (C, A)          | 47   | 38 | 22 | 3  | 13 | 79 | 45 | +34  | Ascenso a Primera División        |
| 2    | Hércules C. F.                | 45   | 38 | 19 | 7  | 12 | 66 | 52 | +14  |                                   |
| 3    | Real Murcia C. F.             | 43   | 38 | 19 | 5  | 14 | 68 | 50 | +18  |                                   |
| 4    | Córdoba C. F.                 | 43   | 38 | 19 | 5  | 14 | 96 | 66 | +30  |                                   |
| 5    | C. D. Málaga                  | 42   | 38 | 16 | 10 | 12 | 67 | 45 | +22  |                                   |
| 6    | Real Betis                    | 41   | 38 | 17 | 7  | 14 | 80 | 51 | +29  |                                   |
| 7    | C. D. Badajoz                 | 41   | 38 | 18 | 5  | 15 | 67 | 64 | +3   |                                   |
| 8    | Atlético de Ceuta             | 39   | 38 | 17 | 5  | 16 | 53 | 58 | −5   |                                   |
| 9    | C. F. Extremadura             | 39   | 38 | 18 | 3  | 17 | 61 | 71 | −10  |                                   |
| 10   | Jerez C. D.                   | 39   | 38 | 15 | 9  | 14 | 64 | 56 | +8   |                                   |
| 11   | Levante U. D.                 | 38   | 38 | 14 | 10 | 14 | 65 | 68 | −3   |                                   |
| 12   | Cádiz C. F.                   | 38   | 38 | 16 | 6  | 16 | 58 | 72 | −14  |                                   |
| 13   | C. D. Tenerife                | 37   | 38 | 16 | 5  | 17 | 71 | 60 | +11  |                                   |
| 14   | C. D. San Fernando            | 37   | 38 | 17 | 3  | 18 | 63 | 79 | −16  |                                   |
| 15   | Alicante C. F.                | 37   | 38 | 16 | 5  | 17 | 63 | 77 | −14  | Acceso a Promoción de permanencia |
| 16   | C. D. Eldense                 | 35   | 38 | 16 | 3  | 19 | 67 | 78 | −11  | Acceso a Promoción de permanencia |
| 17   | C. D. Mestalla (D)            | 34   | 38 | 13 | 8  | 17 | 61 | 75 | −14  | Descenso a Tercera División       |
| 18   | España de Algeciras C. F. (D) | 31   | 38 | 14 | 3  | 21 | 60 | 83 | −23  | Descenso a Tercera División       |
| 19   | Puente Genil C. F. (D)        | 27   | 38 | 12 | 3  | 23 | 44 | 81 | −37  | Descenso a Tercera División       |
| 20   | C. D. Castellón (D)           | 27   | 38 | 9  | 9  | 20 | 42 | 64 | −22  | Descenso a Tercera División       |

 Fuente: BDFutbol
Criterios de clasificación: Puntos · Diferencia de goles · Goles a favor · Play-off

#### Resultados
| Local \ Visitante         | ALI | ATC | BAD | BET | CAD | CAS | COR | ELD | ESP | EXT | GRA | HER | JER | LEV | MAL | MES | MUR | PUG | SFE | TEN |
| ------------------------- | --- | --- | --- | --- | --- | --- | --- | --- | --- | --- | --- | --- | --- | --- | --- | --- | --- | --- | --- | --- |
| Alicante C. F.            | —   | 4–2 | 2–0 | 1–3 | 1–1 | 2–1 | 2–1 | 3–1 | 4–3 | 3–0 | 0–1 | 0–1 | 4–0 | 2–0 | 3–3 | 3–3 | 4–1 | 2–0 | 3–1 | 2–1 |
| Atlético de Ceuta         | 3–0 | —   | 1–2 | 3–0 | 4–0 | 4–1 | 2–2 | 2–1 | 1–0 | 4–0 | 1–0 | 0–0 | 2–1 | 2–2 | 2–0 | 2–1 | 2–0 | 2–0 | 2–0 | 1–0 |
| C. D. Badajoz             | 6–2 | 2–3 | —   | 0–3 | 3–2 | 2–0 | 2–1 | 2–0 | 5–0 | 2–0 | 3–2 | 2–0 | 2–1 | 4–0 | 1–0 | 5–3 | 3–1 | 2–0 | 5–1 | 1–0 |
| Real Betis                | 4–0 | 3–0 | 2–2 | —   | 5–2 | 3–1 | 0–0 | 4–1 | 2–0 | 7–0 | 3–0 | 4–0 | 0–0 | 2–2 | 0–2 | 1–2 | 1–2 | 3–0 | 5–1 | 1–3 |
| Cádiz C. F.               | 4–2 | 0–2 | 1–0 | 2–1 | —   | 3–0 | 2–2 | 7–4 | 2–1 | 3–0 | 2–0 | 1–0 | 2–1 | 3–3 | 1–0 | 1–0 | 5–2 | 2–0 | 2–3 | 2–0 |
| C. D. Castellón           | 1–1 | 1–1 | 0–0 | 1–0 | 2–2 | —   | 1–0 | 3–1 | 2–0 | 0–0 | 0–0 | 1–2 | 1–0 | 2–4 | 2–1 | 1–2 | 1–2 | 1–1 | 3–0 | 1–0 |
| Córdoba C. F.             | 2–0 | 5–2 | 5–1 | 3–2 | 5–0 | 3–2 | —   | 8–1 | 9–1 | 3–0 | 1–0 | 4–3 | 5–2 | 6–1 | 3–0 | 1–1 | 3–1 | 2–0 | 4–0 | 7–4 |
| C. D. Eldense             | 2–0 | 3–2 | 2–1 | 3–5 | 3–0 | 1–0 | 4–0 | —   | 1–0 | 4–1 | 1–4 | 1–2 | 3–0 | 2–1 | 1–0 | 2–1 | 2–0 | 5–0 | 1–1 | 4–1 |
| España de Algeciras C. F. | 3–0 | 1–1 | 3–1 | 0–1 | 1–0 | 3–1 | 3–0 | 2–0 | —   | 1–2 | 0–1 | 5–1 | 3–2 | 5–0 | 2–2 | 2–0 | 3–1 | 2–0 | 4–1 | 4–1 |
| C. F. Extremadura         | 3–1 | 3–0 | 1–0 | 4–2 | 2–0 | 4–1 | 3–2 | 4–3 | 3–1 | —   | 2–1 | 1–2 | 2–0 | 0–0 | 0–2 | 5–3 | 2–0 | 4–1 | 4–1 | 3–0 |
| Granada C. F.             | 4–0 | 3–0 | 4–1 | 1–0 | 3–1 | 1–2 | 5–1 | 3–0 | 3–0 | 4–1 | —   | 2–2 | 3–1 | 6–1 | 2–3 | 3–0 | 4–2 | 5–0 | 0–0 | 3–0 |
| Hércules C. F.            | 1–2 | 4–0 | 3–0 | 0–0 | 0–2 | 4–1 | 2–1 | 3–1 | 9–1 | 3–0 | 1–2 | —   | 2–3 | 3–1 | 2–1 | 2–1 | 1–1 | 1–0 | 4–2 | 1–0 |
| Jerez C. D.               | 5–1 | 1–0 | 7–2 | 1–1 | 1–1 | 2–1 | 6–2 | 1–0 | 4–1 | 1–0 | 4–0 | 1–1 | —   | 3–0 | 1–1 | 3–1 | 1–1 | 6–0 | 2–0 | 1–1 |
| Levante U. D.             | 0–0 | 2–0 | 3–2 | 2–0 | 6–0 | 2–0 | 2–3 | 0–0 | 3–0 | 2–2 | 3–0 | 1–1 | 6–1 | —   | 4–2 | 2–0 | 1–0 | 1–0 | 1–2 | 1–1 |
| C. D. Málaga              | 3–1 | 3–0 | 1–1 | 1–1 | 5–0 | 2–2 | 1–1 | 4–1 | 5–0 | 2–0 | 1–0 | 4–0 | 0–0 | 1–3 | —   | 2–0 | 1–2 | 3–0 | 4–1 | 2–0 |
| C. D. Mestalla            | 0–4 | 1–0 | 1–1 | 2–5 | 3–1 | 1–1 | 3–0 | 3–2 | 1–1 | 3–0 | 3–1 | 3–1 | 0–0 | 1–1 | 2–3 | —   | 1–1 | 5–2 | 3–0 | 1–0 |
| Real Murcia C. F.         | 3–0 | 2–0 | 3–0 | 1–3 | 3–0 | 3–2 | 3–0 | 0–0 | 6–0 | 3–2 | 3–0 | 0–1 | 3–0 | 2–1 | 2–0 | 3–0 | —   | 4–0 | 4–2 | 3–0 |
| Puente Genil C. F.        | 1–2 | 3–0 | 2–0 | 2–0 | 0–0 | 4–1 | 1–0 | 4–2 | 2–1 | 0–2 | 1–3 | 0–2 | 2–0 | 3–0 | 1–1 | 3–4 | 3–0 | —   | 4–1 | 0–4 |
| C. D. San Fernando        | 5–1 | 2–0 | 3–0 | 2–0 | 2–0 | 1–0 | 1–0 | 5–2 | 3–2 | 2–0 | 0–3 | 2–0 | 0–1 | 4–2 | 1–1 | 4–1 | 1–0 | 3–4 | —   | 4–2 |
| C. D. Tenerife            | 4–1 | 5–0 | 1–1 | 4–3 | 2–1 | 2–1 | 2–1 | 1–2 | 3–1 | 4–1 | 1–2 | 1–1 | 2–0 | 3–1 | 2–0 | 6–1 | 0–0 | 5–0 | 5–1 | —   |

## Promoción de permanencia
En la promoción de permanencia jugaron CP La Felguera y Club Ferrol del Grupo I; Alicante CF y CD Eldense del Grupo II; y CD Binéfar, CF Calvo Sotelo, CF Gandía y Club Turista como equipos de Tercera División.
La promoción se jugó a doble partido a ida y vuelta con los siguientes resultados:
| 23 de junio de 1957 | CP La Felguera | 8:0 | CD Binéfar | La Barraca, La Felguera      |  |
|                     |                |     |            | Asistencia: ??? espectadores |  |

| 30 de junio de 1957 | CD Binéfar | 2:0 | La Felguera | El Segalar, Binéfar          |  |
|                     |            |     |             | Asistencia: ??? espectadores |  |

- El CP La Felguera permanece en Segunda División.

| 23 de junio de 1957 | Club Ferrol | 1:0 | Club Turista | Manuel Rivera, Ferrol          |  |
|                     |             |     |              | Asistencia: 6.000 espectadores |  |

| 29 de junio de 1957 | Club Turista | 0:2 | Club Ferrol | Balaídos, Vigo                  |  |
|                     |              |     |             | Asistencia: 10.000 espectadores |  |

- El Club Ferrol permanece en Segunda División.

| 23 de junio de 1957 | CF Gandía | 1:1 | Alicante CF | Mondúber, Gandía             |  |
|                     |           |     |             | Asistencia: ??? espectadores |  |

| 30 de junio de 1957 | Alicante CF | 3:0 | CF Gandía | Bardín, Alicante             |  |
|                     |             |     |           | Asistencia: ??? espectadores |  |

- El Alicante CF permanece en Segunda división.

| 23 de junio de 1957 | CF Calvo Sotelo | 4:1 | CD Eldense | El Cerru, Puertollano        |  |
|                     |                 |     |            | Asistencia: ??? espectadores |  |

| 30 de junio de 1957 | CD Eldense | 7:0 | CF Calvo Sotelo | El Parque, Elda              |  |
|                     |            |     |                 | Asistencia: ??? espectadores |  |

- El CD Eldense permanece en Segunda división.

## Resumen
Campeones de Segunda División:
| - Real Gijón | - Granada Club de Fútbol |

Ascienden a Primera División:
| - Real Gijón | - Granada Club de Fútbol |

Descienden a Tercera División: 
| Grupo I - Club Deportivo Logroñés - Club Deportivo Baracaldo Altos Hornos - Burgos Club de Fútbol - Unión Deportiva Lérida | Grupo II - Club Deportivo Mestalla - España de Algeciras Club de Fútbol - Puente Genil Club de Fútbol - Club Deportivo Castellón |